# Rokycany
Rokycany és un poble i municipi d'Eslovàquia. Es troba a la regió de Prešov, al nord del país.

## Història
La primera referència escrita de la vila data del 1295.

## Demografia
| Godina             | 1994 | 2004    | 2014    | 2024   |
| ------------------ | ---- | ------- | ------- | ------ |
| Nombre de persones | 630  | 793     | 1010    | 1076   |
| Diferència         |      | +25,87% | +27,36% | +6,53% |

| Godina             | 2023 | 2024   |
| ------------------ | ---- | ------ |
| Nombre de persones | 1073 | 1076   |
| Diferència         |      | +0,27% |